# Municipio de Macon (Kansas)
El municipio de Macon (en inglés: Macon Township) es un municipio ubicado en el condado de Harvey en el estado estadounidense de Kansas. En el año 2010 tenía una población de 531 habitantes y una densidad poblacional de 5,97 personas por km².

## Geografía
El municipio de Macon se encuentra ubicado en las coordenadas 38°2′38″N 97°25′43″O / 38.04389, -97.42861. Según la Oficina del Censo de los Estados Unidos, el municipio tiene una superficie total de 88.99 km², de la cual 88,99 km² corresponden a tierra firme y (0 %) 0 km² es agua.

## Demografía
Según el censo de 2010, había 531 personas residiendo en el municipio de Macon. La densidad de población era de 5,97 hab./km². De los 531 habitantes, el municipio de Macon estaba compuesto por el 94,73 % blancos, el 1,51 % eran afroamericanos, el 0,19 % eran isleños del Pacífico, el 3,2 % eran de otras razas y el 0,38 % eran de una mezcla de razas. Del total de la población el 4,33 % eran hispanos o latinos de cualquier raza.